# 944 هيدالغو
944 هيدالغو /hɪˈdælɡoʊ/ هو جرم قنطوري وجسم غير عادي يقع في مدار غريب يشبه المذنب بين حزام الكويكبات والنظام الشمسي الخارجي ، يبلغ قطره حوالي 52 كيلومتر (32 ميل) . اكتشفه عالم الفلك الألماني والتر بادي في عام 1920. وهيدالغو 944 هو أول عضو من فئة القنطور الديناميكية يتم اكتشافه على الإطلاق. الجسم داكن اللون من النوع D له فترة التناوب تبلغ 10.1 ساعة (دوران حول نفسه)، ومن المرجح أن يكون شكله ممدودًا. تم تسميته على اسم الثوري المكسيكي ميغيل هيدالغو إي كوستيلا .

## الاكتشاف والتسمية
اكتشف هيدالغو بواسطة عالم الفلك الألماني والتر بادي في 31 أكتوبر 1920 في مرصد بيرجيدورف في هامبورغ، ألمانيا. تم تسميته على اسم ميغيل هيدالغو إي كوستيلا (1753-1811) الذي كان مسؤولاً عن إعلان استقلال المكسيك في عام 1810 وحرب الاستقلال المكسيكية التي تلت ذلك. كان علماء الفلك الألمان الذين كانوا في المكسيك لمراقبة كسوف الشمس الكلي في 10 سبتمبر 1923، كان لديهم مقابلة مع الرئيس ألفارو أوبريجون . خلال هذا الاجتماع، طلبوا منه الإذن بتسمية الكويكب باسم هيدالغو ( AN 221, 159 from 1924 ).

## المدار والتصنيف

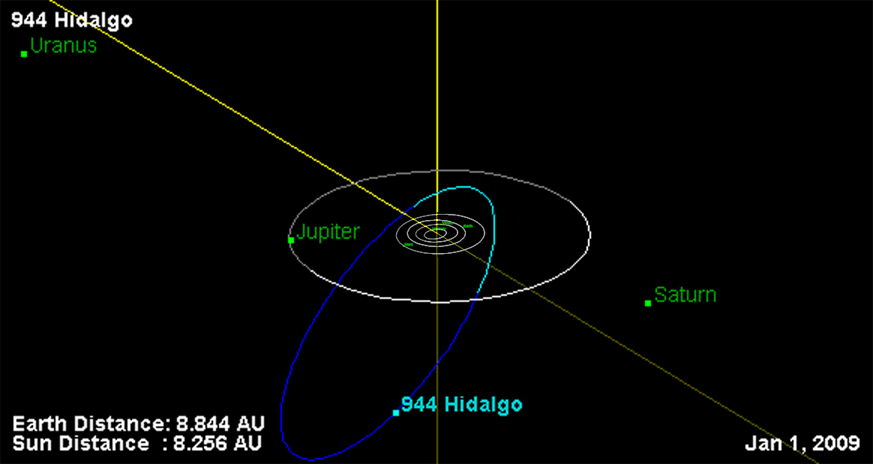
مخطط مدار كويكب هيدالغو

يدور هيدالغو حول الشمس على مسافة 1.9–9.5 وحدة فلكية مرة كل 13 عامًا و 9 أشهر (5024 يومًا؛ المحور شبه الرئيسي 5.74  وحدة فلكية . مداره له انحراف كبير يبلغ 0.66 وميل 43 درجة بالنسبة لمسار الشمس . يبدأ قوس مراقبة الجرم بملاحظة اكتشافه الرسمي في 31 أكتوبر 1920.
مع وجود محور شبه رئيسي بين محور كوكب المشتري (5.2 وحدة فلكية ) ونبتون (30.1 وحدة فلكية )، هيدالغو هي عضو في مجموعة القنطور غير المستقرة ديناميكيًا، وتقع بين الكويكبات الكلاسيكية والأجرام وراء نبتون . يصنفه مركز الكواكب الصغيرة على أنه كويكب من الحزام الرئيسي وجسم غير عادي بسبب انحراف مداري أعلى من 0.5. كان يُنظر إلى هيدالغو تقليديًا على أنه كويكب لأن مجموعة القنطور لم تكن تـٌعترف كفئة مميزة حتى اكتشاف 2060 كايرون في عام 1977. وبدلاً من ذلك، فإن الأجرام القريبة من نبتون والأجسام البعيدة عن الشمس هي مصطلحات أكثر عمومية تشمل أيضًا الأجسام الأبعد خارج النظام الشمسي.
يأخذ مدار هيدالغو إلى الحافة الداخلية لحزام الكويكبات وحتى مدار زحل (9.0–10.1 وحدة فلكية )، وهي سمة مرتبطة عادة بعائلة المذنبات التابعة لكوكب زحل. ولذلك يشتبه بعض علماء الفلك في أنه كان مذنبًا في وقت ما. إنه عبارة عن تقاطع بين كوكبي المشتري وزحل. بالمعنى الدقيق للكلمة، فإن هيدالغو هو كوكب يتبع زحل وليس كوكب عابر، حيث أن أوجه (أكبر بعد عن الشمس) لا يتجاوز أوج زحل. ويُشتبه في أن الميل المداري الشديد لهذا الجرم هو نتيجة لقاء قريب مع كوكب المشتري. حتى في عام 1922، تجاوز هيدالغو مسافة 0.89 وحدة فلكية مع كوكب المشتري. مداره له مسافة تقاطع أدنى لمدار المشتري تبلغ 0.33 وحدة فلكية ، أي ما تعادل 49,000,000 كيلومتر فقط .
من غير المحتمل أن يكون هناك أي أقمار صناعية كبيرة تدور حول هيدالغو يزيد قطرها عن حوالي 15 كيلومترًا. استبعدت المشاهدات التي أجريت بواسطة التلسكوب الكبير جدًا في عام 2003 وجود أي أجسام ثانوية أكثر سطوعًا من V=19.5 على مسافة تزيد عن 200 كيلومتر من الكويكب. ومع ذلك لم يتم استبعاد الأقمار الأصغر حجمًا.

## الخصائص الفيزيائية
في تصنيف ثولين وبوس-ديميو ، يعتبر هيدالغو كويكبًا داكنًا كربونيًا من النوع D.
وفقًا للمسوحات التي أجراها القمر الصناعي الياباني أكاري ومهمة نيو وايز التابعة لمستكشف المسح للأشعة تحت الحمراء واسع المجال التابع لوكالة ناسا، يبلغ قطر هيدالغو بين 52.45 - 61.4 كيلومترًا، كما أن سطحه يتمتع ببياض منخفض يبلغ 0.042 - 0.028 على التوالي. تعطي قاعدة بيانات الأجسام الصغيرة البارزة التابعة لمختبر الدفع النفاث حاليًا قطرًا يبلغ 38 كيلومترًا مأخوذًا من منشور المخاطر الناجمة عن المذنبات والكويكبات ( توم جيرلز ، 1994). يفترض الرابط التعاوني لمنحنى ضوء الكويكبات أن قيمة البياض القياسية لكويكب كربوني هي 0.057 وهاذا يستنتج قطره من 44.6 كم بناءً على قدر مطلق يبلغ 10.48، بينما يتبنى أرشيف جونستون قطر أكاري البالغ 52 كيلومتر مع قدر بياض 0.042.
في أواخر تسعينيات القرن العشرين جمعت شبكة من علماء الفلك في جميع أنحاء العالم بيانات منحنى الضوء التي تم استخدامها في وقتها لاستنتاج حالات الدوران ونماذج الشكل لعشرة كويكبات جديدة، بما في ذلك هيدالغو. يصف المؤلفون نموذج شكله بأنه يحتوي على "مناطق مسطحة كبيرة جدًا وظلية "مستطيلة" على شكل عمود، وهي مؤشرات قوية على شكل غير محدب للغاية". تظهر بعض منحنيات الضوء حدودًا دنيا حادة، مما يشير إلى أن شكل الجرم قد يحتوي على فصين. وقد تم تسجيل بيانات منحنى الضوء أيضًا بواسطة المراقبين في مرصد أنتيلوب هيلز في كولورادو، الولايات المتحدة.  عندما تم اكتشاف بلوتو كان هيدالغو هو أبعد كوكب صغير معروف عن الشمس.

## اقرأ أيضا
- تشيركلو 10199 كويكب قنطور
- 54598 بينور  كويكب قنطور
- 55576 أميكوس كويكب قنطور

## روابط خارجية
- رسم منحنى الضوء لـ (944) هيدالغو ، مرصد أنتيلوب هيلز
- قاعدة بيانات منحنى ضوء الكويكبات (LCDB) ، نموذج الاستعلام ( المعلومات نسخة محفوظة 16 December 2017 على موقع واي باك مشين. )
- قاموس أسماء الكواكب الصغيرة ، كتب جوجل
- ظروف الاكتشاف: الكواكب الصغيرة المرقمة (1) - (5000) - مركز الكواكب الصغيرة
- قالب:AstDys
- 944 هيدالغو في قاعدة بيانات مختبر الدفع النفاث لأجرام النظام الشمسي الصغيرة

- الاكتشاف · مخطط المدار ·  العناصر المدارية · المعلمات المادية